# Get Off of My Cloud
Get Off of My Cloud is een nummer van de Engelse popgroep The Rolling Stones. Het is geschreven door Mick Jagger en Keith Richards en eind 1965 als single uitgebracht als opvolger van het succesvolle (I Can't Get No) Satisfaction. Get Off of My Cloud was misschien een iets minder groot succes, maar het nummer haalde de eerste plaats in zowel de Britse UK Singles Chart als de Amerikaanse Billboard Hot 100. In Nederland haalde het de derde plaats in de Nederlandse Top 40.
De Britse en de Amerikaanse single hadden verschillende achterkanten: The Singer Not the Song op de Britse en I'm Free op de Amerikaanse. Het waren allebei composities van Jagger en Richards.

## Het nummer
Het nummer gaat over een man die met rust gelaten wil worden, maar voortdurend lastig wordt gevallen, door een vlotte reclamejongen, door een buurman die vindt dat hij te veel herrie maakt, en ten slotte door parkeerwachters. Hij wil ze allemaal wegsturen, want ‘twee is te veel op mijn wolk.’ Het is opgenomen op 6 en 7 september 1965 in de RCA Studios in Hollywood.
Keith Richards zei in 1971: 
‘I never dug it as a record. The chorus was a nice idea, but we rushed it as the follow-up. We were in L.A., and it was time for another single. But how do you follow-up Satisfaction? Actually, what I wanted was to do it slow like a Lee Dorsey thing. We rocked it up. I thought it was one of Andrew Loog Oldham's worst productions.’
‘Ik ben nooit dol geweest op die plaat. Het refrein was een leuk idee, maar we waren te snel met het uitbrengen van een opvolger. We waren in L.A. en het werd tijd voor een nieuwe single. Maar hoe vind je een opvolger voor Satisfaction? Wat ik eigenlijk wilde doen was er een langzaam nummer van maken in de stijl van Lee Dorsey. Maar het werd een rocknummer. Naar mijn idee was het een van Andrew Loog Oldhams slechtste producties.
In een interview met Rolling Stone uit 1995 zei Mick Jagger:
‘That was Keith's melody and my lyrics... It's a stop-bugging-me, post-teenage-alienation song. The grown-up world was a very ordered society in the early '60s, and I was coming out of it. America was even more ordered than anywhere else. I found it was a very restrictive society in thought and behavior and dress.‘
‘De melodie was van Keith en de tekst van mij... Het gaat over de vervreemding na de tienertijd, als je met rust gelaten wilt worden. De wereld van de volwassenen was een behoorlijk geordend geheel in de vroege jaren zestig, en ik onttrok me daaraan. Amerika was zelfs nog meer geordend dan waar ook. Ik vond het een erg beperkte samenleving wat betreft denken, gedrag en kleding.

### NPO Radio 2 Top 2000
| Nummer met noteringen in de NPO Radio 2 Top 2000 | '03  | '04  | '05  | '06  | '07  | '08  | '09 | '10  | '11 | '12  |
| ------------------------------------------------ | ---- | ---- | ---- | ---- | ---- | ---- | --- | ---- | --- | ---- |
| Get Off of My Cloud                              | 1424 | 1527 | 1847 | 1686 | 1996 | 1761 | -   | 1932 | -   | 1966 |

1. ↑  Een '-' betekent dat het nummer niet was genoteerd en een vetgedrukt getal geeft de hoogste notering aan.
2. ↑  2003 was het eerste jaar met een notering voor dit nummer.
3. ↑  Deze tabel is bijgewerkt tot en met de laatste editie (2024).

## Bezetting
- Mick Jagger, zang
- Keith Richards, slaggitaar, achtergrondzang
- Brian Jones, sologitaar, elektrische piano
- Bill Wyman, basgitaar, achtergrondzang
- Charlie Watts, drums

## Op albums
Het nummer is op de volgende albums opgenomen:
- December's children (and everybody's) (1965)
- Got Live if You Want It! (livealbum, 1966)
- Big Hits (High Tide and Green Grass) (1966)
- Hot Rocks 1964–1971 (1971)
- Milestones (1972)
- Rolled Gold: The very best of The Rolling Stones (1975)
- Stones Story (1976)
- Love You Live (livealbum, 1977)
- Time Waits for No One (1979)
- Solid Rock (1980)
- Singles Collection: The London Years (1989)
- Forty Licks (2002)
- Singles 1965-1967 (cd-box, 2004)
- The Biggest Bang (live dvd-box, 2007)
- GRRR! (2012)

## Coverversies
- Blondie speelde het nummer vaak als afsluiting tijdens de concertreeks "Parallel Lines 30th Anniversary Tour" uit 2008 en ook daarna af en toe.[4]
- De Zweedse band Caesars bracht het nummer in 2002 uit als single.
- Alexis Korner nam in 1975 een album Get Off of My Cloud op met onder andere Keith Richards, Peter Frampton, Steve Marriott en  Nicky Hopkins. Uiteraard staat het nummer zelf er ook op. Het kwam ook uit als single.
- "Weird Al" Yankovic voerde het nummer uit als onderdeel van de medley Hot Rocks Polka op het album UHF - Original Motion Picture Soundtrack and Other Stuff uit 1989.